# Un homme en fuite (film, 2024)
Pour l’article homonyme, voir Un homme en fuite (film, 1980).
Pour plus de détails, voir Fiche technique et Distribution.
Un homme en fuite est un film policier français réalisé par Baptiste Debraux et sorti en 2024.

## Synopsis
Dans les Ardennes, la fermeture prochaine de la principale usine de Rochebrune crée des tensions sociales. Les ouvriers sont soutenus dans leur grève par un marginal, Johnny Laforge, récemment sorti de sept années de prison pour avoir tiré sur son ancien patron. Pour les aider financièrement Johnny décide de braquer un fourgon bancaire. L'attaque à main armée se solde par la mort d'un des deux convoyeurs. Johnny et l'argent ont disparu. Ce fait divers médiatisé provoque le retour sur place de Paul Ligre, son ami d'enfance, devenu écrivain, qu'il n'a plus vu depuis quinze ans. Entre lui et Anna Werner, la gendarme de la section de recherche chargée de l'enquête, également originaire de Rochebrune, une course pour mettre la main sur Johnny s'engage.

## Fiche technique
Sauf indication contraire, les informations mentionnées dans cette section peuvent être confirmées par les bases de données cinématographiques IMDb et Allociné,  présentes dans la section « Liens externes ».

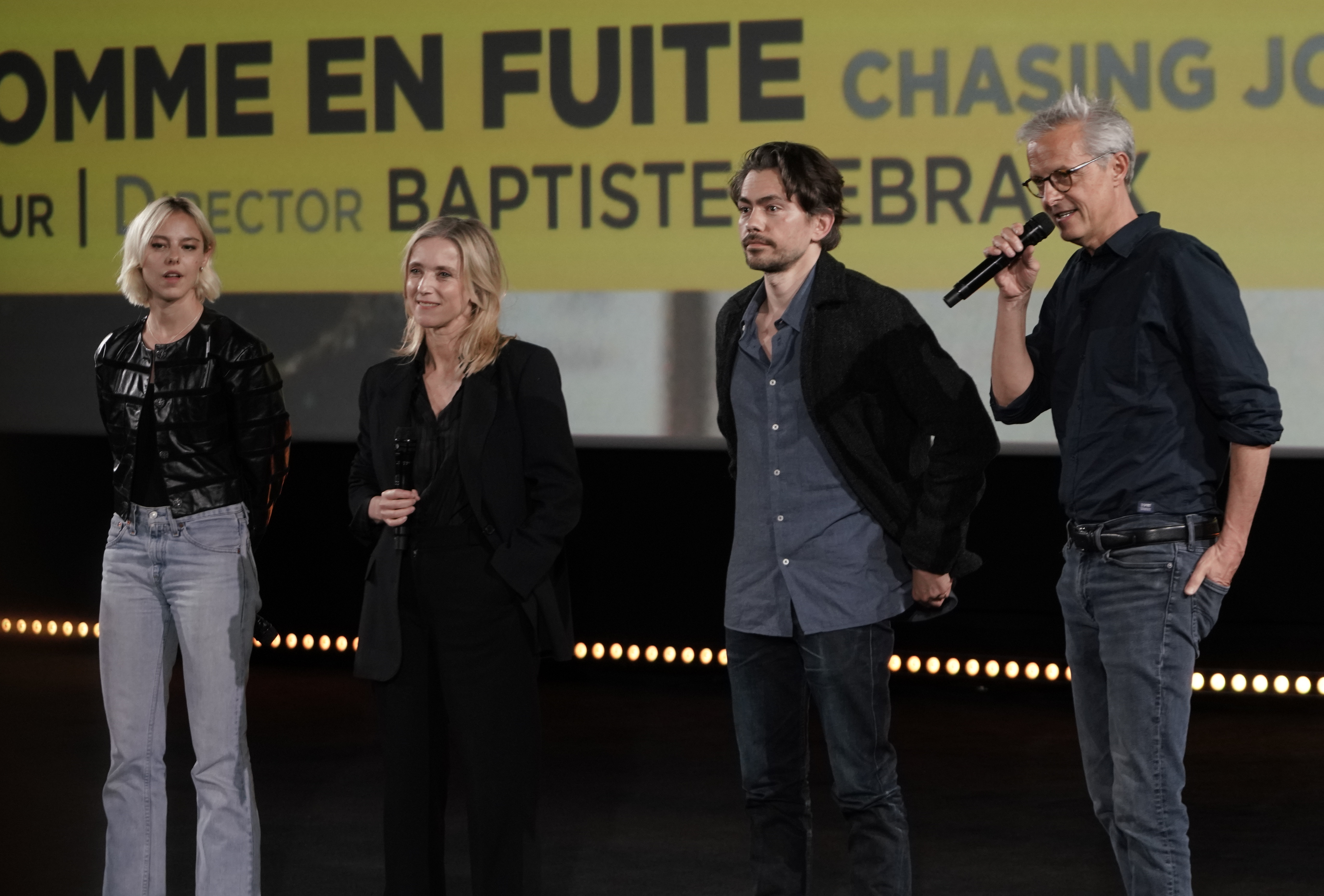
L'équipe présentant son film lors de Reims Polar 2024.

- Titre original : Un homme en fuite
- Réalisation : Baptiste Debraux
- Scénario : Baptiste Debraux, Armel Gourvennec
- Musique : Feu! Chatterton
- Direction artistique : N/A
- Décors : Michel Schmitt
- Costumes : Hyat Luszpinski
- Photographie : Fabien Benzaquen
- Son : Pierre Gauthier
- Montage : Marion Monnier
- Production : Marc Bordure
- Production déléguée : N/A
- Société de production : Agat Films & Cie ; coproduit par UMedia et Orange Studio
- Société de distribution : Tandem (France)
- Budget : N/A
- Pays de production :  France
- Langue originale : français
- Format : couleur
- Genre : policier
- Durée : 106 minutes
- Dates de sortie :
  - France : 13 avril 2024 (Reims Polar)[2] ; 8 mai 2024 (sortie nationale)

## Distribution
- Léa Drucker : Anna Werner, la gendarme de la section de recherches
- Bastien Bouillon : Paul Ligre
- Pierre Lottin : Johnny Laforge
- Marion Barbeau : Charlène Sorbier
- Théo Navarro-Mussy : Yohan Delaunay
- Anne Consigny : Elizabeth Ligre, la mère de Paul
- Philippe Frécon : Christian Ligre, le père de Paul
- Éric Godon : Carbolet
- Wim Willaert : Jan Carels
- Aisleen McLafferty : Chloé Carels
- Paola Valentin : Hélène Guerrand
- Zoé Bruneau : Annabelle, la mère de Johnny
- Mélanie Truffaut : Françoise, la mère de Charlène
- Martine Schambacher : la mère d'Anna
- Mohamed Kerriche : Karim Belkacem
- Karim Seghair : Saadi Belkacem, le père de Karim
- Christophe Reymond : Derek Ledoux

## Production

### Tournage
Le tournage du film a eu lieu du 2 novembre 2023 au 14 décembre 2023 dans le département des Ardennes.

## Distinctions

### Récompenses
- Festival Polar de Cognac 2024 : meilleur film francophone[4]

### Sélection
- Reims Polar 2024 : hors compétition, film de clôture[2]